# Chris van der Klaauw
Christoph Albert (Chris) van der Klaauw (Leiden, 13 augustus 1924 – Den Haag, 16 maart 2005) was een Nederlandse diplomaat en minister.

## Opleiding
Van der Klaauw studeerde geschiedenis aan de Rijksuniversiteit Leiden en was in die periode lid van LSV Minerva. Aan deze zelfde universiteit promoveerde hij in 1953 op de Belgisch-Nederlandse betrekkingen tijdens het interbellum.

## Diplomatie
Van der Klaauw werd lid van de VVD en van het corps diplomatique. In dienst van hare majesteit diende hij op verscheidene posten in het buitenland, waaronder Boedapest, Oslo, de NAVO en de Verenigde Naties. Ook was hij voor Nederland actief in de Europese politiek.

## Ministerschap
Van 19 december 1977 tot 11 september 1981 was hij voor de VVD minister van Buitenlandse Zaken in het kabinet-Van Agt I. Van der Klaauw was niet in de wieg gelegd voor een politieke functie en tijdens zijn ministersambt kwam hij mede hierdoor regelmatig in aanvaring met coalitie-genoot CDA, aangaande uiteenlopende onderwerpen, zoals de kernwapenproblematiek, leveranties van onderzeeërs aan Taiwan en het beleid ten opzichte van de apartheidspolitiek van Zuid-Afrika.

## Terugkeer naar eerder werk
Na zijn ministerschap keerde hij terug naar zijn vertrouwde stek, de diplomatie en was hij nog een aantal jaren ambassadeur in achtereenvolgens Brussel en Lissabon.

## Onderscheiding en nevenactiviteiten
In 1978 ontving hij een eredoctoraat van de universiteit van Seoel. Van der Klaauw was een vrijzinnig lid van de Nederlandse Hervormde Kerk (thans PKN). In 1995 verschenen zijn memoires onder de titel Een diplomatenleven.

## Trivia
Een van zijn zoons, Jan Willem van der Klaauw, werd ook actief in de politiek als fractievoorzitter in Bussum tussen 2002 en 2006. Deze zoon echter is lid van de PvdA.